# Swolszewice Duże
Swolszewice Duże – wieś w Polsce położona w województwie łódzkim, w powiecie piotrkowskim, w gminie Wolbórz.
W latach 1975–1998 miejscowość administracyjnie należała do województwa piotrkowskiego.
Przez wieś przechodzi Łódzka Magistrala Rowerowa.
Zobacz też: Swolszewice Małe